# Bravo!
『Bravo!』（ブラボー）は、TUBEの17作目のオリジナル・アルバム。1997年7月1日発売。発売元はソニー・ミュージックレコーズ。2003年7月2日にSony Music Associated Recordsより再発売された。（規格品番はAICL 1468）

## 概要
前作『Only Good Summer』までは「夏の爽快な楽曲」であったが今作の先行シングルである「情熱』から一転してかなり印象が変わる。
毎年夏アルバムを発売後しているが本作や『HEAT WAVER』等は爽快に夏を楽しませる趣きから汗とビブラートのボーカルのパワーを感じさせる作品へと変化している。
アルバムのジャケットはグアムで撮影された。全曲タイアップ楽曲。
7曲目の「青春白書 〜After the summer〜」サビ部分が全て語りとなっており、アコーディオン演奏に横森良造が参加している。
初回盤は携帯ストラップ（ピンク・黄色・水色・緑・オレンジ）付属。
本作発売後恒例の野外ライブツアー「明治生命 夢age TUBE LIVE AROUND SPECIAL ’97　Bravo!」が全国4か所で開催された。

## 収録曲
| 全作詞: 前田亘輝、全作曲: 春畑道哉、全編曲: TUBE。 |                                         |          |            |      |
| #                                                  | タイトル                                | 作詞     | 作曲・編曲 | 時間 |
| 1.                                                 | 「Bravo!」(訳詞：安井豊野)              | 前田亘輝 | 春畑道哉   | 4:37 |
| 2.                                                 | 「Purity」                              | 前田亘輝 | 春畑道哉   | 4:17 |
| 3.                                                 | 「Born in Japan 〜extended surf mix〜」 | 前田亘輝 | 春畑道哉   | 4:10 |
| 4.                                                 | 「もどり道でも…」                       | 前田亘輝 | 春畑道哉   | 4:23 |
| 5.                                                 | 「情熱」                                | 前田亘輝 | 春畑道哉   | 5:04 |
| 6.                                                 | 「壊れかけのMy soul」                   | 前田亘輝 | 春畑道哉   | 4:10 |
| 7.                                                 | 「青春白書 〜After the summer〜」       | 前田亘輝 | 春畑道哉   | 4:48 |
| 8.                                                 | 「Open your everything」                | 前田亘輝 | 春畑道哉   | 4:18 |
| 9.                                                 | 「Make your motion」                    | 前田亘輝 | 春畑道哉   | 5:33 |
| 10.                                                | 「君へのバラード」                      | 前田亘輝 | 春畑道哉   | 5:20 |
| 11.                                                | 「そんなもんさ」                        | 前田亘輝 | 春畑道哉   | 4:06 |
| 合計時間:                                          | 合計時間:                               | 50:46    |            |      |

## タイアップ
Bravo!
- 日本ケンタッキー・フライド・チキン「'97夏キャンペーン」CMソング。

Purity
- 明治生命（現：明治安田生命）CMソング。

Born in Japan 〜extended surf mix〜
- フジテレビ系「プロ野球ニュース」テーマソング。

もどり道でも…
- SUZUKI「カルタス クレセントワゴン」CMソング。

情熱
- コロナ「エアコン」CMソング。

壊れかけのMy soul
- スリムビューティハウスCMソング。

青春白書 〜After the summer〜
- 海遊館CMソング。

Open your everything
- 明治生命（現：明治安田生命）CMソング。

Make your motion
- 北海道マラソン'97テーマソング。

君へのバラード
- フジテレビ系「おはよう!ナイスデイ」エンディングテーマ。

そんなもんさ
- ポッカコーポレーション（現：ポッカサッポロフード&ビバレッジ）「Mr.」CMソング。